# A Universidade Brasileira: Reforma ou Revolução?
A Universidade Brasileira: Reforma ou Revolução? é um livro do sociólogo e intelectual Florestan Fernandes publicado em 1975 pela editora Alpha and Omega.

## Livro
O livro reúne ensaios, discussões e debates de Florestan sobre a academia brasileira, seus problemas e indica maneiras de como a universidade brasileira deve crescer.  O autor faz análise de números disponíveis da Fundação Universitária para o Vestibular (FUVEST) e como os números da Universidade de São Paulo (USP) são indicadores dos rumos universitários do país. No livro, também são retratados o papel do docente, dos pesquisadores a extensão universitária para a comunidade. Além, da defesa da gratuidade do ensino público superior aliada a ideia de soberania nacional e autonomia autárquica das universidades em relação as forças do Estado.